# Тюльпан Биберштейна
Тюльпа́н Биберште́йна, или Тюльпан дубра́вный (лат. Túlipa biebersteiniána, Tulipa quercetorum) — многолетнее травянистое растение; вид рода Тюльпан (Tulipa) семейства Лилейные (Liliaceae). В настоящее время вид сведён к синонимам тюльпана южного (Тulipa sylvestris ssp. australis), который в свою очередь является подвидом тюльпана лесного (Tulipa sylvestris).

## Ботаническое описание
Многолетний луковичный травянистый поликарпик с безрозеточным побегом. Высота 15—30 (до 40) см.
Стебель голый, простой, прямой, тонкий.
Луковица яйцевидная, до 2 см толщиной, длиной до 4 см, оболочки кожистые, чёрно-бурые, с внутренней стороны прижатогустоволосистые.
Листья прикорневые, линейно-ланцетные, желобчатые, в числе двух (трёх), отклонённые, голые, обычно нижний лист более широкий.
Цветки одиночные, поникающие перед цветением, с жёлтыми острыми листочками околоцветника до 3 см в диаметре. Листочки околоцветника (их шесть) ланцетные, жёлтые, длиной до 3 см, острые, наружные — снаружи с фиолетовым оттенком, в 2 раза шире внутренних; внутренние яйцевидные, реснитчатые при основании и бородатые у верхушки. Тычиночные нити и внутренние листочки околоцветника при основании волосистые. Пыльники в 2—3 раза короче тычиночных нитей. Тычинки в 2 раза короче околоцветника.
Плод — прямостоячая сухая коробочка 1,5-2,5 см длиной с остриём на верхушке.
Число хромосом 2n = 24.
Описан в 1829 г. И.А. и Ю.Г. Шультесами по образцам, собранным Ф.К. Биберштейном на Северном Кавказе между Моздоком и Кизляром.

## Распространение и местообитание
Восточноевропейско-азиатский степной вид. Общий ареал: Европа: Юго-Восточная (Румыния, Крым), Восточная (Украина); Кавказ (Грузия, Азербайджан); Азия Северная, Юго-Западная (северный Иран).
Россия: европейская часть (Московская область, Владимирская область (крайне редко), Башкортостан (на шиханах), Белгородская область, Татарстан, Поволжье (Жигулёвский заповедник), Калмыкия, Ростовская область, Волгоградская область); (юг); Северный Кавказ (Краснодарский край, Ставропольский край, Кабардино-Балкария, Северная Осетия – Алания, Дагестан); Западная Сибирь.
Лимитирующие факторы — антропогенная деградация степных сообществ, распашка целинных степей, сбор цветущих растений на букеты, разработка карьеров, хозяйственное использование территорий, пожары; умеренный выпас скота и сенокошение не наносят вреда популяциям.

## Образ жизни
Весенний эфемероид. Цветёт в апреле — мае, плодоносит в июне. Размножается семенами и вегетативно (дочерними луковицами). Опыляется пчёлами, осами, мелкими жуками, мухами. Семена разбрасываются при растрескивании сухой коробочки. Время от появления вегетативных органов до цветения — 33 дня, до отмирания листьев — 87, созревания семян — 99 дней. Семена прорастают только осенью, всхожесть — 81,7 %. В неблагоприятных условиях пред генеративный период и формирование столонов может продолжаться многие годы. Гелиофит, геофит, ксеромезофит. Произрастает в полынно-типчаковых степях, по каменистым известняковым склонам, на засоленных местах, в кустарниках.

## Синонимика
По данным The Plant List на 2010 год, в синонимику вида входят:
- Tulipa biebersteiniana var. tricolor (Klokov & Zoz) Knjaz., Kulikov & E.G.Philippov
- Tulipa celsiana J.Henning nom. illeg.
- Tulipa graniticola (Klokov & Zoz) Klokov
- Tulipa hypanica Klokov & Zoz
- Tulipa microgyna Baker
- Tulipa ophiophylla Klokov & Zoz
- Tulipa ophiophylla subsp. bestashica Klokov & Zoz
- Tulipa ophiophylla subsp. donetica Klokov & Zoz
- Tulipa ophiophylla subsp. graniticola Klokov & Zoz
- Tulipa pumila Tausch nom. illeg.
- Tulipa quercetorum Klokov & Zoz
- Tulipa quercetorum var. tricolor Klokov & Zoz
- Tulipa riparia Knjaz., Kulikov & E.G.Philippov
- Tulipa riparia var. lutea Knjaz., Kulikov & E.G.Philippov
- Tulipa sareptana Klokov & Zoz
- Tulipa scythica Klokov & Zoz
- Tulipa sylvestris M.Bieb. nom. illeg.
- Tulipa sylvestris var. biebersteiniana (Schult. & Schult.f.) Regel
- Tulipa sylvestris var. minor Ledeb.
- Tulipa valerii Zoz & Klokov

## Охранный статус

### В России
В России вид входит в многие Красные книги субъектов Российской Федерации: Астраханской, Воронежской, Липецкой, Московской, Пензенской, Ростовской, Самарской и Ульяновской областей, а также республик Башкортостан, Калмыкия, Мордовия, Татарстан и Чечня, и Краснодарского и Ставропольского краев. Растёт на территории нескольких особо охраняемых природных территорий России.

### На Украине
Входит в Красную книгу Украины и Луганской области. Вид охраняется в Украинском степном, Луганском заповедниках, и во многих других территориях природно-заповедного фонда.
- Цветок в начале апреля. Волгоградская область
- Распустившийся цветок
- Группа цветущих растений ранней весной. Окрестности Волгограда